# 자동 미분
수학과 컴퓨터 대수학에서 자동 미분(automatic differentiation, AD)은 컴퓨터 프로그램에 의해 지정된 함수의 편미분을 계산하는 기법의 집합이다. 자동 미분은 임의로 복소수 함수의 수치 값과 그 미분을 동시에 계산하는 미묘하고 핵심적인 도구로, 미분의 기호 표현 없이 함수 규칙이나 그 알고리즘만 있으면 된다. 따라서 자동 미분은 수치적이거나 기호적이지 않으며, 그 둘의 조합도 아니다. 또한 일반적인 수치적 방법보다 선호된다. 유한 차분에 기반한 보다 전통적인 수치적 방법과 달리, 자동 미분은 '이론적으로' 정확하며, 기호 알고리즘에 비해 계산 비용이 저렴하다.
자동 미분은 아무리 복잡한 계산이라도 모든 컴퓨터 계산이 일련의 기본적인 산술 연산(덧셈, 뺄셈, 곱셈, 나눗셈 등)과 기본적인 함수(exp, log, sin, cos 등)를 실행한다는 사실을 활용한다. 이러한 연산에 연쇄 법칙을 반복적으로 적용하면, 임의의 차수의 편미분을 자동으로 계산할 수 있으며, 작업 정밀도에 맞게 정확하게 계산할 수 있고, 원래 프로그램보다 최대 작은 상수 인자만큼 더 많은 산술 연산을 사용할 수 있다.